# Baringosee
Der Baringosee (Lake Baringo) ist ein See im östlichen Arm des Ostafrikanischen Grabens und ebenso wie der Naivashasee ein Süßwassersee, während alle weiteren Seen im Ostarm des Grabens stark alkalisch sind. Der Name des Sees stammt von dem Wort Mparingo, das in der Sprache des einheimischen Volkes der Ilchamus so viel wie See heißt.

## Geographie
Der See liegt im östlichen Teil des Ostafrikanischen Grabenbruchs (Great Rift Valley). Das Gewässer hat keinen oberirdischen Abfluss und ein unterirdischer konnte bisher nicht nachgewiesen werden. Man nimmt aber an, dass er einen unterirdischen Abfluss hat und die etwa 50 km nördlich gelegenen heißen Quellen am Silali-Vulkan durch den See gespeist werden, da das Gewässer sonst längst versalzen wäre. Die Wasserbilanz des Sees mit Verdunstungsraten von 1650 bis 2300 mm/a und Niederschlagsraten von 450 bis 900 mm/a ist wie bei allen Seen des Ostafrikanischen Grabens extrem negativ. Das Niederschlagsdefizit wird jedoch, ähnlich wie im Becken des Naivashasees, durch den Zufluss aus niederschlagsreichen Anhöhen des 6820 km² großen Einzugsgebiets (Niederschläge von 1100 bis 2700 mm/a) ausgeglichen. Somit ist der Baringosee ebenso wie der Naivashasee ein Süßwassersee, in dem viele Fische vorkommen. Sie dienen als Nahrungsmittel für viele Vögel.
Der See liegt vollständig im Baringo County in Kenia, etwa 285 km nordnordwestlich der Hauptstadt Nairobi.

## Flora und Fauna
Besonderheit des Sees ist die endemische Buntbarschart Oreochromis niloticus baringoensis. Der See ist die Heimat einer bemerkenswerten Vielzahl von Vögeln. Im See finden sich zahlreiche Krokodile und Flusspferde. Eine besondere Touristenattraktion ist die Fütterung von Schreiseeadlern mit Fischen.

## Umwelt
Der Seespiegel des Baringosees ist beträchtlichen Schwankungen unterworfen. Neuere Studien zeigen einen starken Zuwachs in der Fläche der Seen im kenianischen Rift. Auch der Baringosee ist davon betroffen. Ausgehend von einer „normalen“ Fläche von 128 km², hat der See sich in den letzten Jahrzehnten bis zum Jahr 2020 auf eine Fläche von 268 km² ausgedehnt und damit mehr als verdoppelt. Dies hat weitreichende Folgen für die sozioökonomische Infrastruktur, da Siedlungen sowie Straßen zunehmend überflutet werden. Ebenso werden dadurch die aquatischen, aber auch die terrestrischen Ökosysteme beeinflusst. Wissenschaftler gaben verschiedene Erklärungen wie vermehrte Niederschläge bis hin zur Verschiebung tektonischer Platten tief in der Erdkruste. Ein Teil dieses Effektes wird dem Klimawandel zugeschrieben. Es werden in den Einzugsgebieten der Seen deutlich höhere Niederschlagsmengen verzeichnet. Dazu kommt die Erosion durch veränderte Landnutzung, die die Becken der Seen mit Sediment anfüllt.

## Geschichte
Vermutlich war 1883 Joseph Thomson der erste Europäer, der den See erblickte. Graf Sámuel Teleki und Ludwig von Höhnel besuchten ihn 1887 auf ihrer Reise. Carl Peters und Adolf von Tiedemann bereisten den See 1890 im Zuge der Emin-Pascha-Expedition. Peters schloss einen Vertrag mit den Bewohnern am See, um ihn unter deutsche Kontrolle zu bringen. Der Vertrag wurde jedoch nicht ratifiziert. 1893 unternahm der Geologe John Walter Gregory eine Expedition zum Baringo, wo er die Verwerfung des Ostafrikanischen Grabens erkannte. Er vermutete auch als erster, dass der See einen unterirdischen Abfluss hat.
Im Dezember 2020 begann eine Umsiedlung von acht Rothschild-Giraffen (Unterart) von der Insel Longicharo im Baringo-See, da diese Insel wegen des immer höheren Wasserstands kleiner wurde. Die Giraffen waren erst 2011 auf die Insel gebracht worden.